# Arol Ketchiemen
Arol Ketchiemen est un auteur, écrivain, encyclopédiste, chroniqueur et bloggeur camerounais.

## Biographie

### Enfance, éducation et débuts
Arol est diplômé de l'école d'ingénieur ISIS et de l'université de Lille 1.

### Carrière
Arol est auteur de plusieurs encyclopédies qui traite de l'histoire africaine et l'histoire de la musique camerounaise. Il est auteur de l'ouvrage le Maréchal Samuel Mbappé Léppé qui retrace l'histoire oubliée d'un footballeurs camerounais. Il est également auteur de "Les Coups d'Etat Salvateurs en Afrique" qui parle de la pertinence des putschs dans l'Afrique contemporaine. En janvier 2023, il publie Rivière de sang , un livre d'enquête sur les morts non élucidées au Cameroun. Ce livre connaît un retentissement remarquable car il paraît au moment de l'assassinat du journaliste Martinez ZOGO .
Arol tient un blog (Arol ketch Raconte) à travers lequel, il raconte des faits marquants, des faits divers, des évènements, des portraits des personnages qui ont marqué l'Histoire du monde. 
Il est aussi présentateur au sein de la chaine de télévision international Naja TV, dans laquelle, il anime et présente des émissions telles que Arol Ketch Raconte. Il est aussi chroniqueur dans l'émission culturel Yayato, diffusée sur Canal 2 international, où il tient la rubrique « Le pinceau d'Arol ».
Arol est le fondateur du label de production Fourmis Magnan Records qui a produit l'album Sounds From Cameroon de Manuel Guysso.

## Ouvrages
- Dictionnaire de l'origine des noms et surnoms de pays africains, Favre 2014[10],[11],[12];
- Surnoms des hommes et femmes qui ont marqué l'histoire contemporaine de l'Afrique, La Doxa, 2016[13];
- Les icônes de la musique camerounaise (tome 1 et 2), Le Muntu, 2018[14],[15];
- Le Maréchal Samuel Mbappé Léppé, Le Muntu, 2018[2];
- Les Coups d'Etat Salvateur en Afrique, Le Muntu, 2019[16];
- Les Icônes de la musique Camerounaise, Le Muntu, 2021.
- Rivière de Sang : Enquêtes sur les morts non élucidés qui ont marqué le Cameroun, Le Muntu 2023.
- Manu Dibango, la plus grande icône de la musique camerounaise, Le Muntu, 2023.